# Jakob och Johannes församling
Jakob och Johannes församling var en församling i Stockholms stift och i Stockholms kommun. Församlingen delades upp 1 maj 1907 i Jakobs församling och Johannes församling.

## Administrativ historik
Församlingen bildades 25 november 1643 genom en utbrytning ur Norrmalms församling (Klara) under namnet Sankt Jakobs församling som namnändrades 12 mars 1674 till Jakob och Johannes församling. 3 november 1671 utbröts Brunkebergs- och Kungsbacksförsamlingen (Brunkebergsdelen) där Brunkebergsdelen återfördes 12 mars 1674. 

## Kyrkoherdar
| Ämbetstid | Namn                         | Levnadstid | Övrigt                                  |
| --------- | ---------------------------- | ---------- | --------------------------------------- |
| 1643–1652 | Andreas Johannis Nycopensis  | 1595–1652  |                                         |
| 1654–1661 | Olaus Jonæ Skough            | 1604–1661  |                                         |
| 1663–1682 | Magnus Johannis Pontin       | 1623–1691  |                                         |
| 1682–1693 | Matthias Joannis Wagner      | 1635–1693  |                                         |
| 1695-1713 | Andreas Lysing               | 1636-1713  |                                         |
| 1715–1728 | Nicolaus Sternell            | 1667–1744  |                                         |
| 1728–1742 | Lars Arnell den äldre        | 1689–1742  |                                         |
| 1744–1746 | Olof Kiörning                | 1704–1778  |                                         |
| 1747–1759 | Erik Tolstadius              | 1693–1759  |                                         |
| 1760–1775 | Olof Celsius den yngre       | 1716–1794  | Senare kyrkoherde i Nikolai församling. |
| 1775–1782 | Johan Wingård                | 1738–1818  |                                         |
| 1782–1801 | Gustaf Murray                | 1747–1825  | Senare kyrkoherde i Nikolai församling. |
| 1802–1806 | Magnus Lehnberg              | 1758–1808  |                                         |
| 1806–1809 | Anders Borg                  | 1749–1809  |                                         |
| 1810–1830 | Johan Jacob Hedrén           | 1775–1861  |                                         |
| 1830–1845 | Abraham Zacharias Pettersson | 1792–1857  | Senare kyrkoherde i Nikolai församling. |
| 1845–1853 | Pehr Axel Fröst              | 1802–1853  |                                         |
| 1856–1880 | Johan Gustaf Lundberg        | 1800–1880  |                                         |
| 1882–1904 | Evald Bergman                | 1843–1904  |                                         |

### Förste komministrar
| Ämbetstid | Namn                          | Levnadstid | Övrigt                                          |
| --------- | ----------------------------- | ---------- | ----------------------------------------------- |
| 1643–1648 | Nicolaus Andreæ Hussius       | –1650      | Senare kyrkoherde i Bromma församling.          |
| 1648–1653 | Paulus Johannis               | –1653      |                                                 |
| 1654–1669 | Andreas Israelis Nortman      | –1669      |                                                 |
| 1671–1673 | Johan Gammal                  | –1673      |                                                 |
| 1674–1676 | Magnus Johannis Melander      |            | Senare komminister i Nikolai församling.        |
| 1676–1689 | Erik Lundius                  | –1689      | Utnämnd till kyrkoherde i Sorunda församling.   |
| 1689–1699 | Andreas Erici Tolstadius      | 1656–1727  | Senare kyrkoherde i Almunge församling.         |
| 1699–1708 | Lago Hestschou                | –1708      |                                                 |
| 1710–1713 | Gustaf Nordstedt              | 1683–1757  | Senare kyrkoherde i Odensala församling.        |
| 1714–1732 | Georg Tillæus                 | 1679–1732  |                                                 |
| 1734–1740 | Florentinus Scharff           | 1701–1773  | Senare kyrkoherde i Kung Karls församling.      |
| 1740–1747 | Eric Geringius                | 1707–1747  |                                                 |
| 1749–1750 | Anders Unge                   | 1718–1796  | Senare kyrkoherde i Korsberga församling.       |
| 1750–1768 | Johan Hedenius                | 1714–1801  | Senare kyrkoherde i Biskopskulla församling.    |
| 1768–1778 | Anders Österman               | 1725–1778  | Utnämnd till kyrkoherde i Giresta församling.   |
| 1778–1787 | Elof Arrhenius                | 1752–1803  | Senare kyrkoherde i Nyeds församling.           |
| 1787–1801 | Johan Henric Köster           | 1751–1820  | Senare kyrkoherde i Vassunda församling.        |
| 1801–1814 | Pehr Isac Renström            | 1766–1814  | Utnämnd till kyrkoherde i Norrbärke församling. |
| 1815–1823 | Bengt Lennéus                 | 1767–1841  | Senare kyrkoherde i Grödinge församling.        |
| 1823–1830 | Anders Adolf Nesselius        | 1785–1830  | Utnämnd till kyrkoherde i Harbo församling.     |
| 1830–1833 | Jakob Widstrand               | 1795–1849  | Senare kyrkoherde i Mosjö församling.           |
| 1833–1845 | Erik Winnberg                 | 1799–1845  | Senare kyrkoherde i Svegs församling.           |
| 1846–1857 | Johan Hellman                 | 1810–1869  | Senare kyrkoherde i Selångers församling.       |
| 1857–1890 | Nils Jakob Stahre             | 1812–1890  |                                                 |
| 1891–1902 | Johan Alfred Wissnell         | 1852–1907  | Senare kyrkoherde i Höja församling.            |
| 1902–1907 | Wilhelm Emil Frithiof Westman |            | Senare kyrkoherde i Engelbrekts församling.     |

### Andre komministrar
| Ämbetstid | Namn                          | Levnadstid | Övrigt                                        |
| --------- | ----------------------------- | ---------- | --------------------------------------------- |
| 1670–1678 | Georgius Michaelis West       | 1644–1678  |                                               |
| 1679      | Olaus Martini Tunelius        | –1679      |                                               |
| 1679–1697 | David Nicolai Ekholm          | 1648–1697  |                                               |
| 1699–1701 | Petrus Staaf                  | 1668–1701  |                                               |
| 1702–1711 | Johannes Ekendahl             | 1668–1722  | Senare kyrkoherde i Riddarholmens församling. |
| 1711–1719 | Christopher Tiburtius         | –1719      |                                               |
| 1721–1732 | Petrus Gröndaal               | –1750      | Senare kyrkoherde i Skepptuna församling.     |
| 1733–1745 | Anders Engellau               | 1709–1762  | Senare kyrkoherde i Eds församling.           |
| 1746–1760 | Laurentius Nyman              | 1713–1760  |                                               |
| 1762–1774 | Petrus Collin                 | 1724–1788  | Senare kyrkoherde i Överjärna församling.     |
| 1774–1779 | Ludvig Bernhard Ahnger        |            | Senare komminister i Nikolai församling.      |
| 1779–1784 | Johan Lindlöf                 | 1745–1784  |                                               |
| 1786–1797 | Eric Wilhelm Nyberg           | 1750–1816  |                                               |
| 1797–1805 | Martin Lagström               | 1753–1827  |                                               |
| 1805–1815 | Anders Jacob Schultzberg      | 1771–1824  |                                               |
| 1815–1823 | Ulric Krügersson              | 1778–1855  |                                               |
| 1823–1848 | Andreas Nils Ljungholm        | 1783–1848  |                                               |
| 1849–1856 | Fredrik Wilhelm Segerquist    | 1809–1877  |                                               |
| 1856–1867 | Anders Olof Löfvenmark        | 1806–1879  |                                               |
| 1858–1862 | Julius Axel Kiellman Göranson | 1811–1869  |                                               |
| 1863–1869 | Anders Gustaf Påhlman         | 1821–1894  |                                               |
| 1870–1907 | Carl Anders Leopold           |            | Senare komminister i Jakobs församling.       |

### Tredje komministrar
| Ämbetstid | Namn                                  | Levnadstid | Övrigt                                   |
| --------- | ------------------------------------- | ---------- | ---------------------------------------- |
| 1679–1687 | Andreas Jonæ Luderhoff                | –1695      |                                          |
| 1687–1699 | Nicolaus Andreæ Alatagrius            | –1699      |                                          |
| 1701–1709 | Olaus Jonæ Lexelius                   | –1709      |                                          |
| 1711–1714 | Torkel Gram                           | –1714      |                                          |
| 1715–1736 | Lars Holst                            | 1688–1753  |                                          |
| 1736–1737 | Gustaf Planer                         | 1700–1737  |                                          |
| 1738–1746 | Andreas Hammarin                      | 1709–1771  |                                          |
| 1746–1773 | Johan Henrik Möller                   | 1719–1773  |                                          |
| 1776–1791 | Peter Grawallius                      | 1740–1807  |                                          |
| 1791–1801 | Adolph Elfsberg                       | 1755–1824  |                                          |
| 1801–1805 | Pehr Lychnell                         | 1765–1819  |                                          |
| 1805–1812 | Daniel Brandes                        | 1762–1833  |                                          |
| 1813–1815 | Anders Sundvall                       | 1771–1825  |                                          |
| 1815–1823 | Pär Aron Simberg                      | 1783–1823  |                                          |
| 1826–1835 | Erik Carlstrand                       | 1793–1838  |                                          |
| 1835–1846 | Daniel Peter Norberg                  | 1798–1846  |                                          |
| 1848–1868 | August Hieronymus von der Burg        | 1810–1874  |                                          |
| 1868–1880 | Ehrenfrid Anton August von Baumgarten | 1836–1915  |                                          |
| 1881–1896 | Carl Robert Lagerström                | 1825–1896  |                                          |
| 1898–1907 | Karl Öhman                            |            | Senare kyrkoherde i Johannes församling. |

## Organister
Lista över organister.
| Ämbetstid | Namn                          | Levnadstid | Övrigt                  |
| --------- | ----------------------------- | ---------- | ----------------------- |
| 1646–1661 | Cornelius Johansson           |            |                         |
| 1661–1662 | Johan Jacobsson               |            |                         |
| 1662–1663 | Heinrich Pape                 | 1609--1663 | Från Hamburg.           |
| 1663–1673 | Georg Stubendorff             | –1673      |                         |
| 1673–1692 | Johann Jakob Harnischer       | –1692      | Från Danzig.            |
| 1693–1705 | Martin Decker d. y.           | 1667–1705  | Organist                |
| 1706–1710 | Gottlieb Sigismundus Nittauff | 1685–1722  | Organist                |
| 1710      | Reinhold de Croll             | 1673–1710  | Organist                |
| 1711–1745 | David Kellner                 | 1670–1748  | Organist                |
| 1746–1764 | Lüdert Dijkman (Dieckmann)    | –1764      | Organist                |
| 1764–1784 | Carl Dylander                 |            | Organist                |
| 1784–1788 | Anders Höök                   |            | Organist                |
| 1788–1792 | Johan Alroth                  |            | Organist                |
| 1792–1835 | Olof Åhlström                 | 1756-1835  | Organist                |
| 1835–1880 | Gustaf Mankell                | 1812–1880  | Organist                |
| 1889–1891 | Johannes Stålhammar           | 1864–1900  | Tillförordnad organist. |
| 1891-1906 | Albert Lindström              | 1853−1935  | Organist                |

## Kyrkobyggnader
- Sankt Jakobs kyrka